# Brève à tête bleue
Pour les articles homonymes, voir Tête bleue.
Hydrornis baudii
Espèce
Statut de conservation UICN

 VU A2c+3c : Vulnérable
La Brève à tête bleue (Hydrornis baudii) est une espèce de passereaux de la famille des Pittidae.